# New Addington
New Addington est une zone anglaise située au sud de Londres, dans le borough londonien de Croydon.